# Catastrophe de Spring Valley

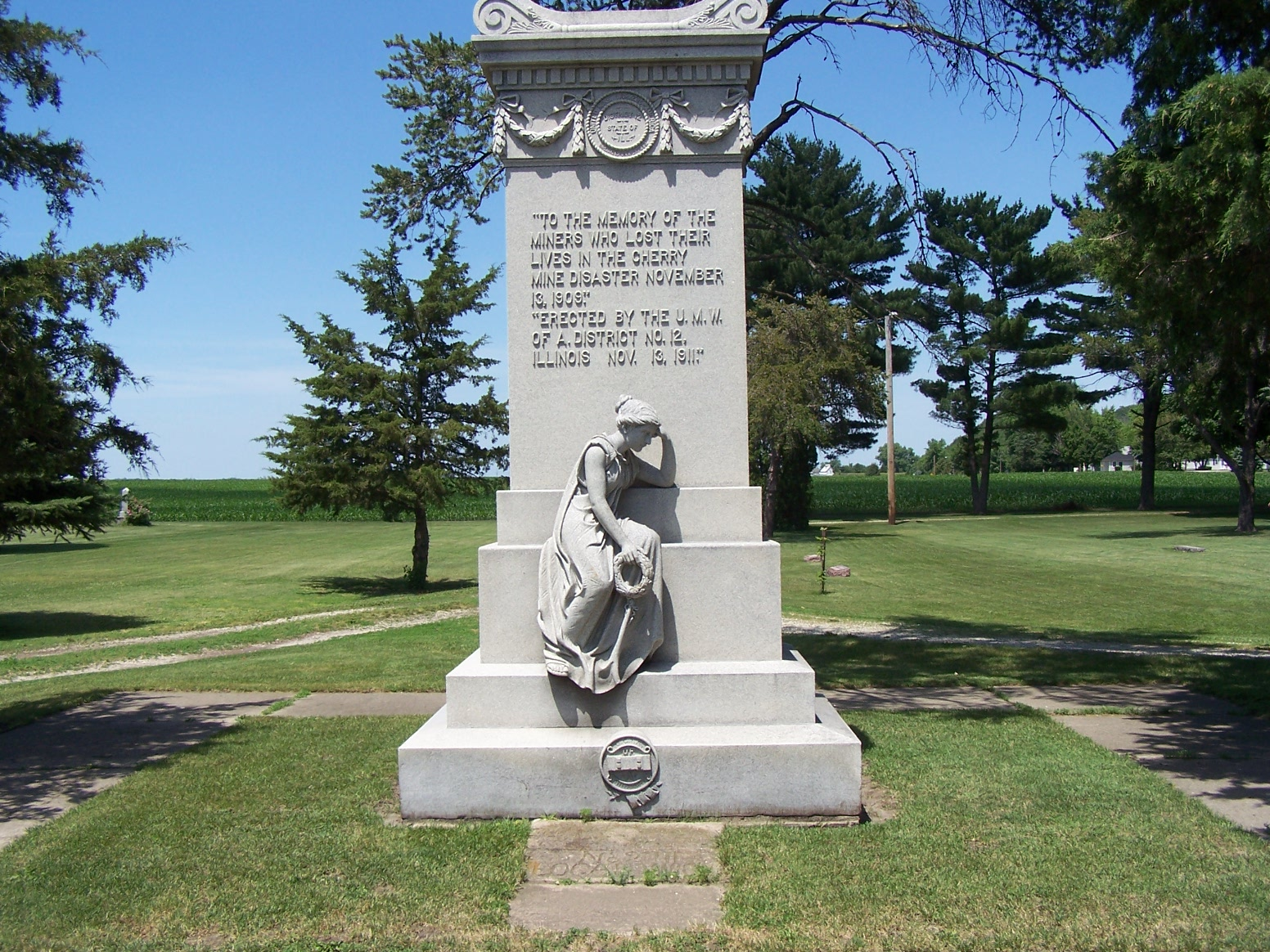
monument au mort indiquant les mort de la catastrophe

La catastrophe de Spring Valley (Illinois), le 13 novembre 1909, est un incendie qui a provoqué la mort de 259 mineurs à la mine Saint-Paul, de la Coal Company Cherry. 
C'est l'une des pires catastrophes minières aux États-Unis (certaines sources évoquent 400 victimes). 

## Histoire
Un mineur imprudent a jeté une torche sur un paquet de foin utilisé pour nourrir les mulets. Deux mineurs ont jeté la masse en feu sur un chariot et se sont dirigés vers le puits principal. Le bois de la mine s'est enflammé et la fumée, les flammes et les gaz ont rendu la fuite impossible malgré quelques évacuations par la cage. 
Les mineurs sont presque tous italiens ou autrichiens. Très rapidement, tout espoir de sauver les mineurs a disparu.
Lorsque l'accident s'est produit, 500 hommes environ travaillaient dans la mine. 24 d'entre eux ont pu remonter par l'ascenseur mais 478 hommes sont restés au fond de la mine. Douze des premiers rescapés se portent volontaires pour redescendre afin de procéder au sauvetage. Malheureusement l'ascenseur ne remonte que les corps des 12 sauveteurs tordus et carbonisés par les flammes. Ce sont : John Bundy, surintendant ; Alexander Neurborg, contremaître ; Isaac Lewis, un visiteur ; John Fermente ; Joseph Yearley ; Joseph Jamison ; James Speer ; Henry Stuart ; Robert Clark ; trois corps non identifiés.
Toute nouvelle tentative de sauvetage est alors ajournée. Les autorités empêchent certaines familles de mineurs, groupées autour du puits, de se jeter dans le puits car sa fermeture est évoquée pour étouffer l'incendie. Les cris des femmes ont été entendus dans toute la ville. Tous les médecins du secteur et des infirmières venues de Chicago s'occupent de réconforter les proches des victimes.
Le 14 novembre au soir, quelques inspecteurs des mines sont descendus à 300 pieds (91 mètres environ) et ont estimé que la chaleur n'était pas insupportable et que l'on pouvait procéder au sauvetage des mineurs mais le 15 novembre, la mine brule encore. Il est malheureusement probable que les mineurs au fond de la mine Saint-Paul ont succombé.
Cependant, une cinquantaine de sauveteurs ont commencé à dégager l'orifice du puits dans l'espoir de faire des recherches avant la tombée de la nuit.
Le nombre des orphelins que cette catastrophe s'élève à au moins 1 000.
Le 16 novembre, le gouverneur de l'Illinois, Charles S. Deneen, lance un appel pour des contributions au secours des mineurs et il a été entendu dans tout l'État. Une campagne nationale de secours de la Croix-Rouge pour les familles sinistrées de Cherry Mine a également été mise en place.